# روس ريتشي
روس ريتشي (بالإنجليزية: Ross Richie)‏ هو ناشر أمريكي، ولد في 22 مايو 1970.